# Nikolausberg
Nikolausberg is een dorp in de Duitse gemeente Göttingen in de deelstaat Nedersaksen. Het dorp werd in 1964 bij de stad Göttingen gevoegd en is sindsdien grotendeels versmolten met de stad. 
De oorsprong van het dorp hangt samen met de stichting van een klooster. De stichtingsdatum van het klooster is onbekend, maar het wordt genoemd in een oorkonde uit 1162. Het klooster, van de Augustinessen, verhuisde al in de twaalfde eeuw naar het nabijgelegen Weende. De voormalige kloosterkerk is bewaard gebleven. De bouw van de kerk begon waarschijnlijk rond 1150.
- Gemeinsame Normdatei: 4219757-0
- Virtual International Authority File: 233760886